# Neues Palais

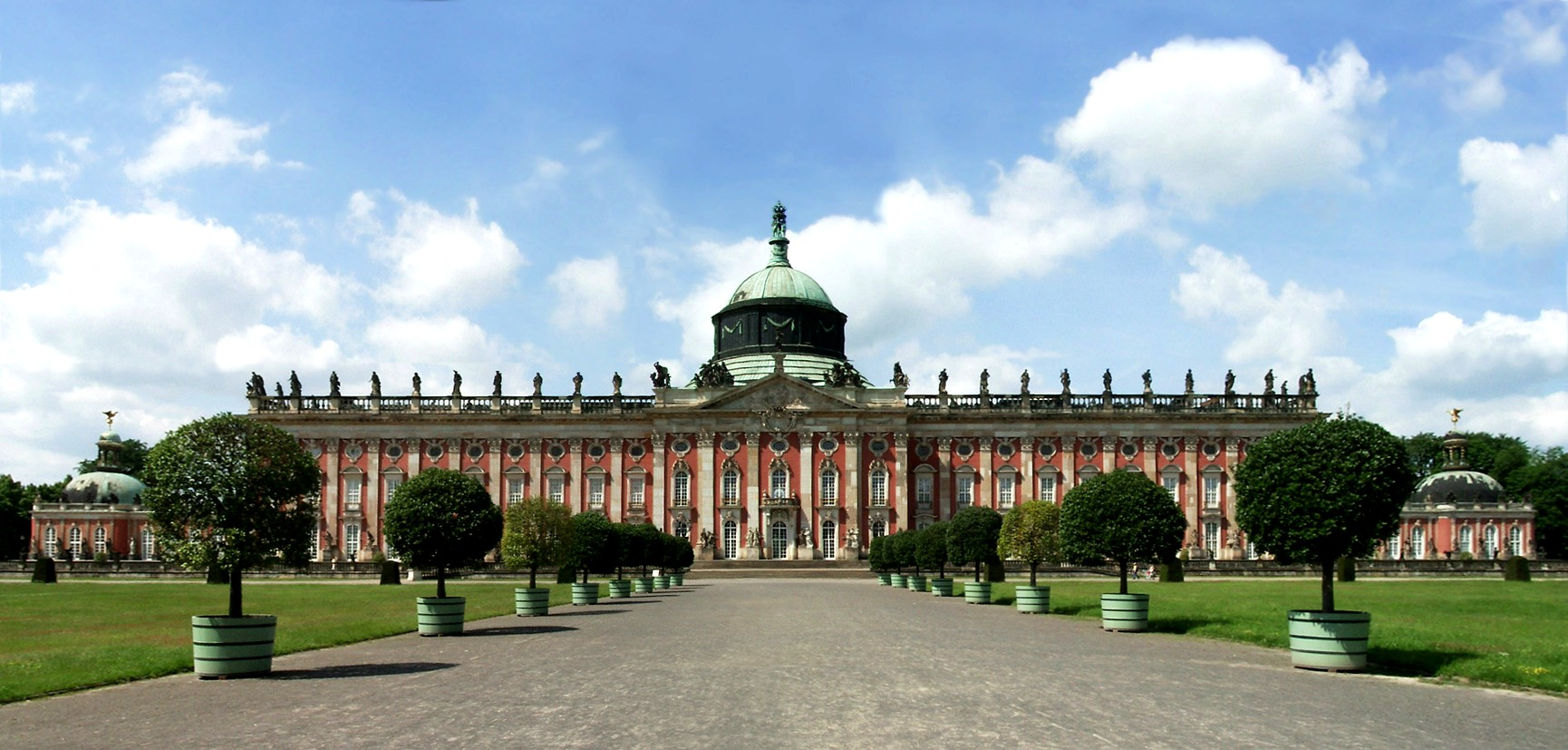
Östra fasaden av Neues Palais

Neues Palais ("Nya palatset") är ett slott i Tyskland som ligger i parken nära slottet Sanssouci i förbundslandet Brandenburgs huvudstad Potsdam.  Det byggdes 1763-1769 på uppdrag av Fredrik II av Preussen. Slottet användes under det Tyska kejsardömet fram till 1918 som huvudsakligt residensslott för kejsarfamiljen.
Slottet är museum och öppet för allmänheten.  Communs, annexbyggnaderna på slottets västra sida, inrymmer idag huvudbyggnaderna för Potsdams universitet.

## Historik
Palatset var Fredrik II av Preussens sista stora palatsbygge i Potsdam. Slottet uppfördes mellan 1763 och 1769, som ett monument över segern i det nyss avslutade sjuårskriget, som hade gjort Preussen till en europeisk stormakt.  Neues Palais kom att bli mycket påkostat i sen rokokostil.  Fredrik II använde slottet huvudsakligen för representation och inkvartering av gäster, medan han själv föredrog det närbelägna slottet Sanssouci som residens.
Med åren kom slottet att bli ett populärt residens för flera av de preussiska kungarna. Speciellt sommartid ansågs det trevligt att kunna lämna stadslivet ett tag. 
Under senare delen av 1800-talet användes slottet flitigt av kronprinsfamiljen, den blivande kejsar Fredrik III och hans familj. Han blev så förtjust i slottet att han döpte om det 1888 till Friedrichskron. Detta ogillades av sonen, Vilhelm II, som ändrade tillbaka namnet till Neues Palais efter Friedrichs död senare samma år.  Slottet var Vilhelm II:s huvudsakliga residens i Potsdam fram till abdikationen 1918, och moderniserades för kejsarfamiljens räkning under början av 1900-talet, då elektriskt ljus, värmeledningar och moderna badrum installerades i privatvåningarna.  
Många delar av inredningen gick förlorade 1945, då slottet plundrades av soldater tillhörande den ockuperande röda armén.

## Bilder

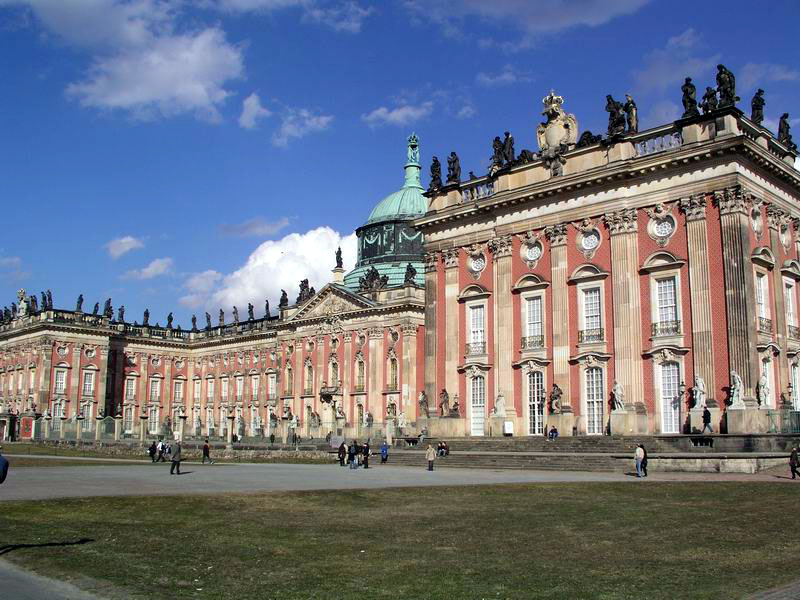
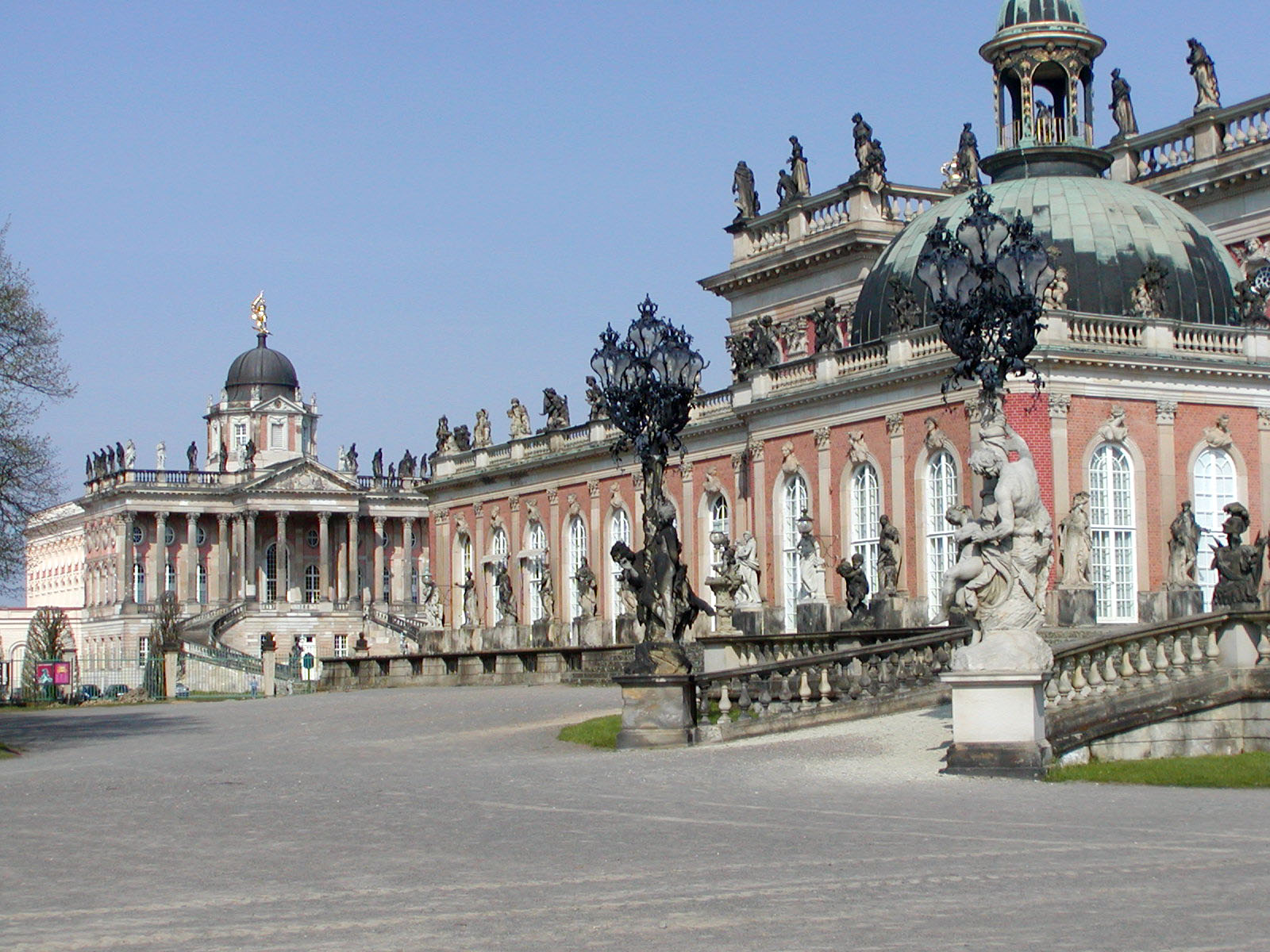
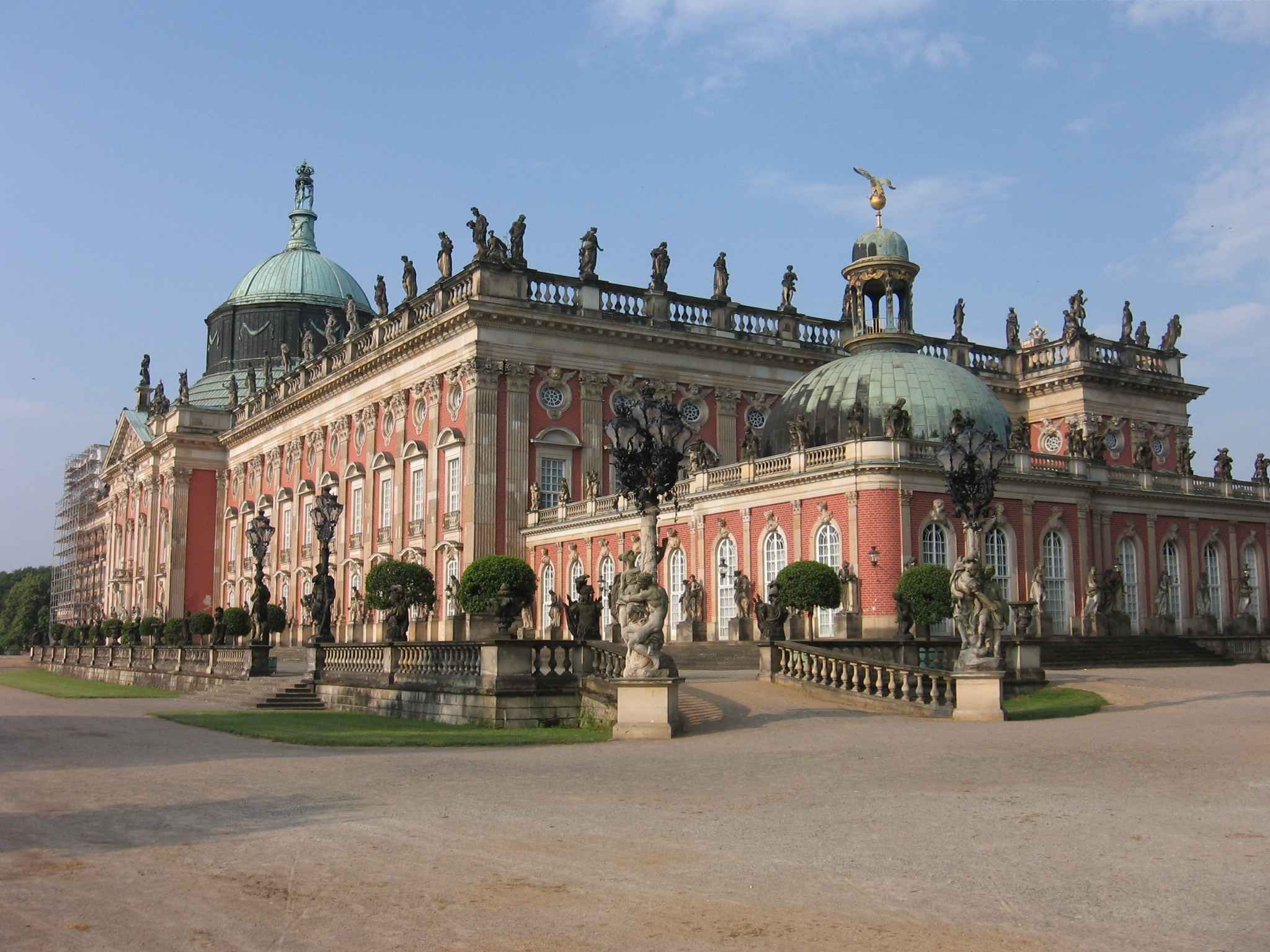
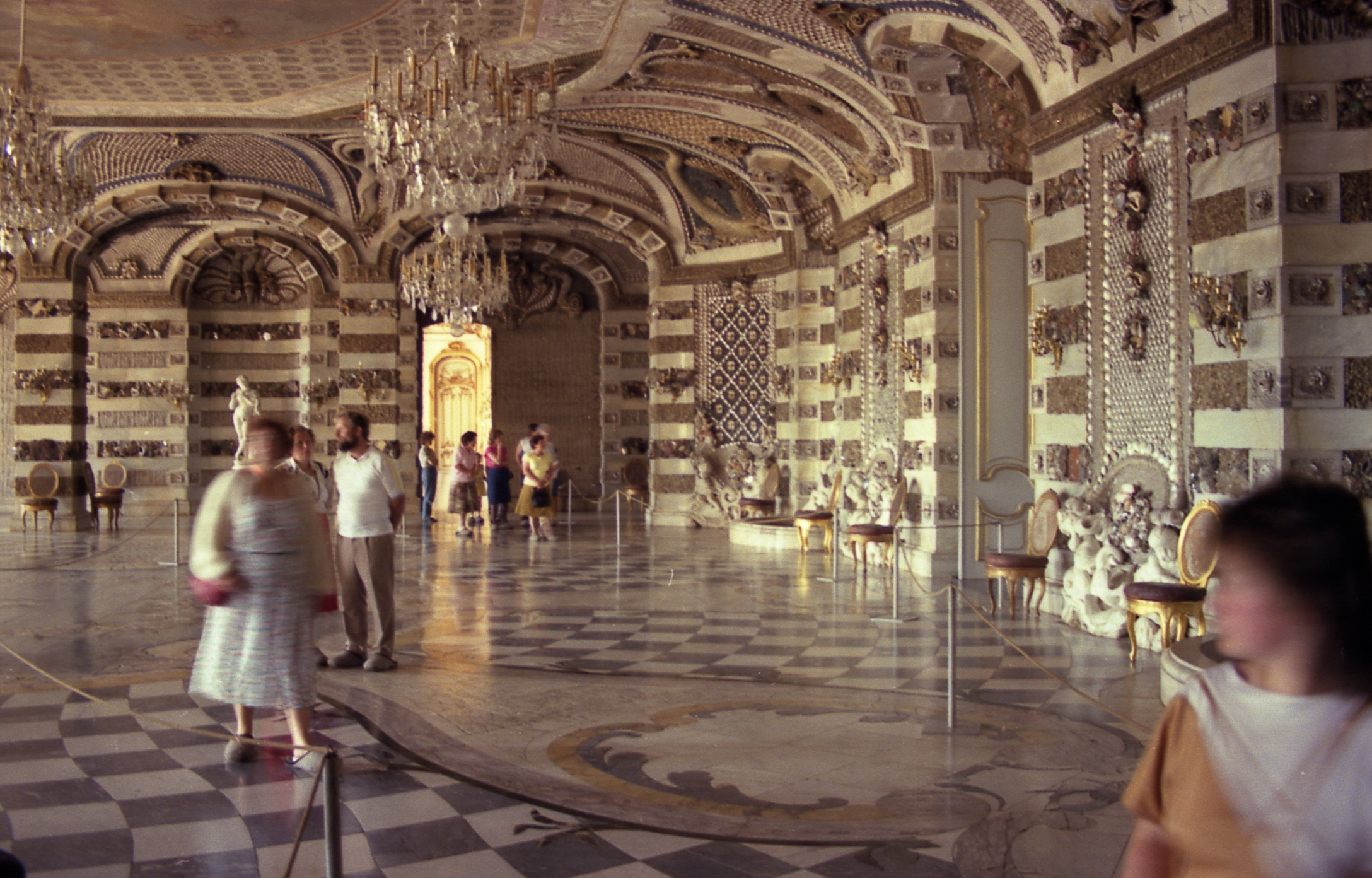
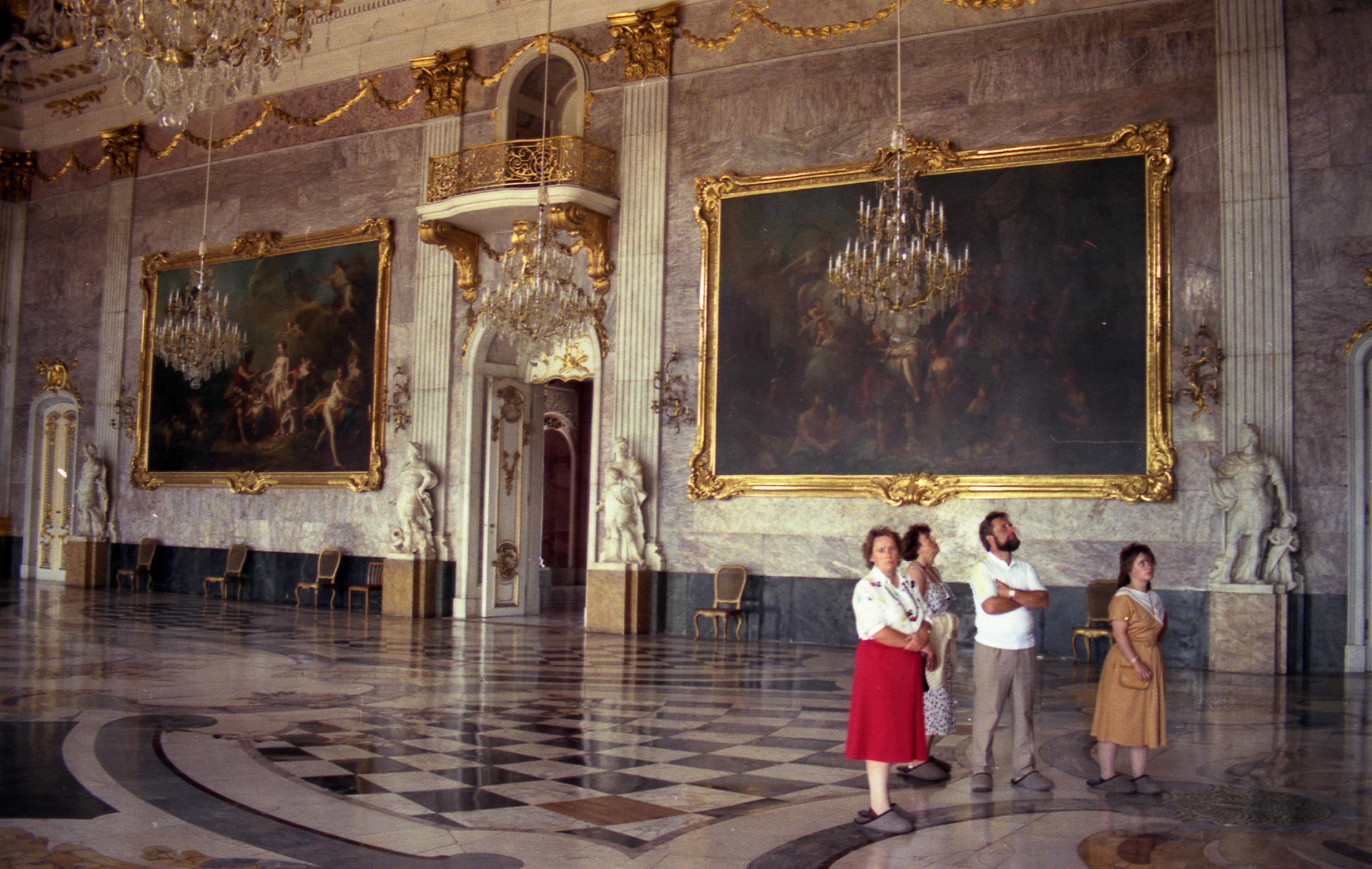
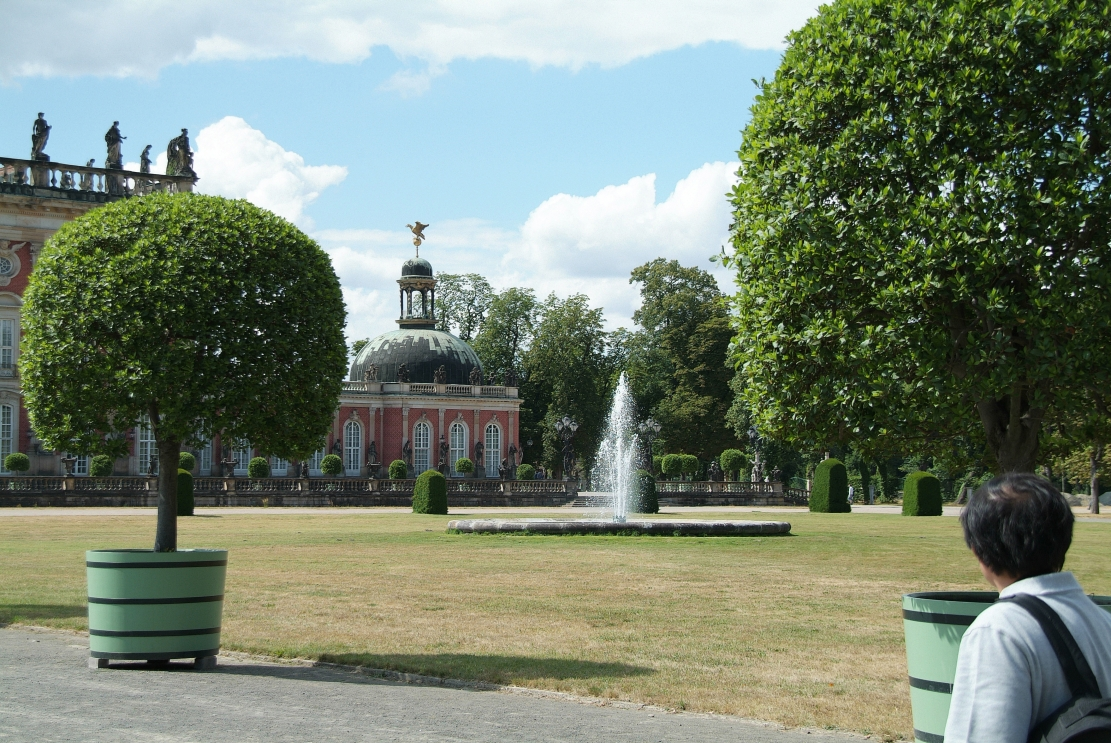